# Club olympique de Médenine (handball)
Le Club olympique de Médenine est un club tunisien de handball qui a vu le jour en 1954.